# The Big Picture (album de Last Train)
Pour les articles homonymes, voir The Big Picture.
Albums de Last Train
Weathering
(2017) How Did We Get There ?
(2022)
The Big Picture est le 2e album du groupe Last Train sorti en 2019.

## Titres
| No  | Titre                 | Durée |
| --- | --------------------- | ----- |
| 1.  | All Alone             | 05:15 |
| 2.  | Scars                 | 04:28 |
| 3.  | On Our Knees          | 08:16 |
| 4.  | I Only Bet on Myself  | 04:32 |
| 5.  | The Idea of Someone   | 05:24 |
| 6.  | Disappointed          | 05:21 |
| 7.  | Tired Since 1994      | 05:48 |
| 8.  | Right Where We Belong | 05:05 |
| 9.  | A Step Further Down   | 02:47 |
| 10. | The Big Picture       | 10:27 |

## Classements
| Pays          | Positions |
| ------------- | --------- |
| France (SNEP) | 69        |